# Klubowe Mistrzostwa Świata w piłce siatkowej mężczyzn 2011
Klubowe Mistrzostwa Świata w piłce siatkowej mężczyzn 2011 (oficjalna nazwa 2011 FIVB Men’s Volleyball Club World Championship) – siódmy turniej o tytuł klubowego mistrza świata, który odbyła się w dniach 8–16 października 2011 roku, trzeci raz z rzędu w Katarze w Dosze.

## System rozgrywek
Turniej składał się z dwóch rund, w trakcie których rozegrano 16 meczów.
W fazie grupowej stworzono dwie grupy (A i B). W każdej znalazły się po 4 zespoły. Rywalizacja w każdej grupie odbywała się systemem kołowym. Do fazy pucharowej awansowały po dwie najlepsze drużyny z każdej z grup. Zespoły z miejsc 3-4 zostały sklasyfikowane w tabeli końcowej turnieju na 5. miejscu.
W fazie finałowej odbyły się półfinały, mecz o 3. miejsce i finał. Pary półfinałowe zostały stworzone według wzoru:
A1 – B2
A2 – B1.
Przegrani półfinałów zagrali o 3. miejsce, natomiast wygrani zmierzyli się w finale. Zwycięzca meczu finałowego został klubowym mistrzem świata.

## Drużyny uczestniczące

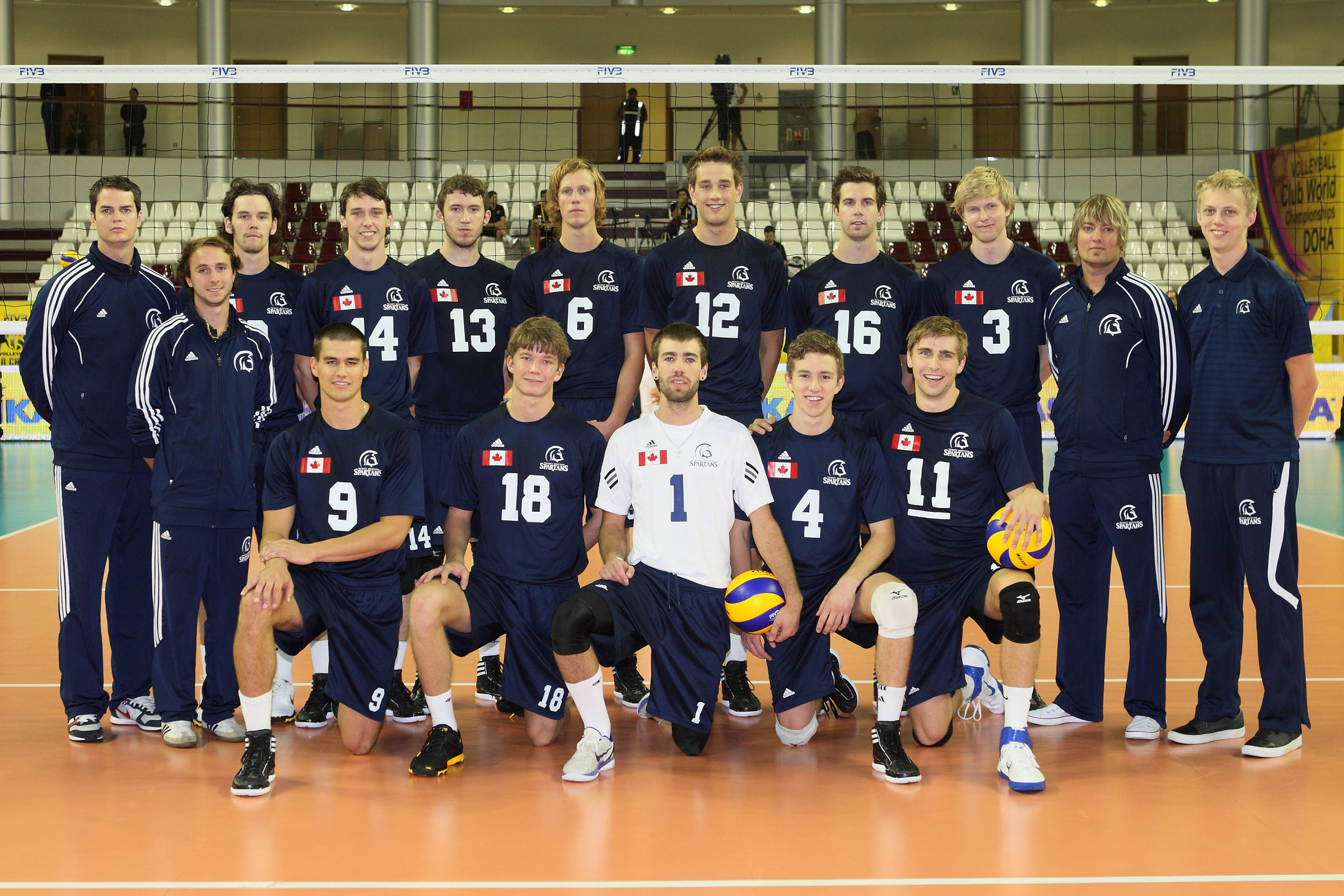
Zawodnicy Trinity Western Spartans na Klubowych Mistrzostw Świata 2011

| Drużyna                  | Sposób awansu                           |
| ------------------------ | --------------------------------------- |
| Al-Arabi Ad-Dauha        | Gospodarz                               |
| Trentino BetClic         | Zwycięstwo w Lidze Mistrzów             |
| Al-Ahly Kair             | klubowe mistrzostwo Afryki              |
| Pajkan Teheran           | klubowe mistrzostwo Azji                |
| Trinity Western Spartans | reprezentant NORCECA                    |
| SESI São Paulo           | klubowe mistrzostwo Ameryki Południowej |
| Jastrzębski Węgiel       | dzika karta                             |
| Zenit Kazań              | dzika karta                             |

## Podział na grupy
| Grupa A                                                                | Grupa B                                                        |
| ---------------------------------------------------------------------- | -------------------------------------------------------------- |
| Jastrzębski Węgiel Trinity Western Spartans Zenit Kazań Pajkan Teheran | Trentino BetClic Al-Ahly Kair SESI São Paulo Al-Arabi Ad-Dauha |

## Hala sportowa
| Nazwa                       | Lokalizacja              | Pojemność |
| --------------------------- | ------------------------ | --------- |
| Al-Gharafa Sports Club Hall | Aspire Zone, Doha, Katar | 3000      |

## Faza grupowa

### Grupa A
Tabela
| Lp. | Drużyna                  | Pkt | Mecze | Mecze   | Mecze   | Sety | Sety | Sety  | Małe punkty | Małe punkty | Małe punkty |
| Lp. | Drużyna                  | Pkt | M     | W (3:2) | P (2:3) | wyg. | prz. | ratio | zdob.       | str.        | ratio       |
| --- | ------------------------ | --- | ----- | ------- | ------- | ---- | ---- | ----- | ----------- | ----------- | ----------- |
| 1   | Jastrzębski Węgiel       | 8   | 3     | 3 (1)   | 0 (0)   | 9    | 2    | 4.500 | 251         | 207         | 1.213       |
| 2   | Zenit Kazań              | 7   | 3     | 2 (0)   | 1 (1)   | 8    | 3    | 2.667 | 257         | 208         | 1.236       |
| 3   | Trinity Western Spartans | 2   | 3     | 1 (1)   | 2 (0)   | 3    | 8    | 0.375 | 197         | 247         | 0.798       |
| 4   | Pajkan Teheran           | 1   | 3     | 0 (0)   | 3 (1)   | 2    | 9    | 0.222 | 208         | 251         | 0.829       |

Źródło: 
Punktacja: 3:0 i 3:1 – 3 pkt; 3:2 – 2 pkt; 2:3 – 1 pkt; 1:3 i 0:3 – 0 pkt
Zasady ustalania kolejności: 1. liczba punktów, 2. liczba zwycięstw, 3. stosunek setów, 4. stosunek małych punktów, 5. bilans w bezpośrednich meczach
Legenda:   awans do półfinału
Wyniki
| Data  | Godz. | Drużyna 1                | Wynik | Drużyna 2                | 1     | 2     | 3     | 4     | 5     | Widzów | *  |
| ----- | ----- | ------------------------ | ----- | ------------------------ | ----- | ----- | ----- | ----- | ----- | ------ | -- |
| 08.10 | 10:00 | Trinity Western Spartans | 0:3   | Zenit Kazań              | 11:25 | 15:25 | 16:25 |       |       |        | P2 |
| 08.10 | 17:00 | Jastrzębski Węgiel       | 3:0   | Pajkan Teheran           | 25:18 | 25:14 | 25:14 |       |       |        | P2 |
| 09.10 | 17:00 | Pajkan Teheran           | 0:3   | Zenit Kazań              | 24:26 | 18:25 | 23:25 |       |       |        | P2 |
| 10.10 | 15:00 | Trinity Western Spartans | 3:2   | Pajkan Teheran           | 25:23 | 18:25 | 17:25 | 25:18 | 15:6  |        | P2 |
| 10.10 | 17:20 | Jastrzębski Węgiel       | 3:2   | Zenit Kazań              | 25:22 | 25:17 | 11:25 | 21:25 | 19:17 |        | P2 |
| 11.10 | 17:10 | Jastrzębski Węgiel       | 3:0   | Trinity Western Spartans | 25:17 | 25:20 | 25:18 |       |       |        | P2 |

### Grupa B
Tabela
| Lp. | Drużyna           | Pkt | Mecze | Mecze   | Mecze   | Sety | Sety | Sety  | Małe punkty | Małe punkty | Małe punkty |
| Lp. | Drużyna           | Pkt | M     | W (3:2) | P (2:3) | wyg. | prz. | ratio | zdob.       | str.        | ratio       |
| --- | ----------------- | --- | ----- | ------- | ------- | ---- | ---- | ----- | ----------- | ----------- | ----------- |
| 1   | Trentino BetClic  | 9   | 3     | 3 (0)   | 0 (0)   | 9    | 1    | 9.000 | 243         | 206         | 1.180       |
| 2   | SESI São Paulo    | 6   | 3     | 2 (0)   | 1 (0)   | 7    | 4    | 1.750 | 262         | 237         | 1.105       |
| 3   | Al-Arabi Ad-Dauha | 2   | 3     | 1 (1)   | 2 (0)   | 3    | 8    | 0.375 | 232         | 265         | 0.875       |
| 4   | Al-Ahly Kair      | 1   | 3     | 0 (0)   | 3 (1)   | 3    | 9    | 0.333 | 257         | 286         | 0.899       |

Źródło: 
Punktacja: 3:0 i 3:1 – 3 pkt; 3:2 – 2 pkt; 2:3 – 1 pkt; 1:3 i 0:3 – 0 pkt
Zasady ustalania kolejności: 1. liczba punktów, 2. liczba zwycięstw, 3. stosunek setów, 4. stosunek małych punktów, 5. bilans w bezpośrednich meczach
Legenda:   awans do półfinału
Wyniki
| Data  | Godz. | Drużyna 1        | Wynik | Drużyna 2         | 1     | 2     | 3     | 4     | 5     | Widzów | *  |
| ----- | ----- | ---------------- | ----- | ----------------- | ----- | ----- | ----- | ----- | ----- | ------ | -- |
| 08.10 | 19:00 | Al-Ahly Kair     | 2:3   | Al-Arabi Ad-Dauha | 23:25 | 31:29 | 24:26 | 25:21 | 12:15 |        | P2 |
| 09.10 | 15:00 | Trentino BetClic | 3:0   | Al-Ahly Kair      | 25:16 | 25:22 | 25:22 |       |       |        | P2 |
| 09.10 | 19:00 | SESI São Paulo   | 3:0   | Al-Arabi Ad-Dauha | 25:20 | 25:20 | 25:22 |       |       |        | P2 |
| 10.10 | 19:50 | Al-Ahly Kair     | 1:3   | SESI São Paulo    | 18:25 | 25:27 | 25:18 | 14:25 |       |        | P2 |
| 11.10 | 19:00 | Trentino BetClic | 3:0   | Al-Arabi Ad-Dauha | 25:22 | 25:15 | 25:17 |       |       |        | P2 |
| 12.10 | 19:10 | SESI São Paulo   | 1:3   | Trentino BetClic  | 25:18 | 23:25 | 23:25 | 21:25 |       |        | P2 |

## Faza finałowa

### Drabinka
|  |                    |                    |                  |                   |   |                    |                    |       |
|  | Półfinały          | Półfinały          | Półfinały        |                   |   | Finał              | Finał              | Finał |
|  | Półfinały          | Półfinały          | Półfinały        |                   |   | Finał              | Finał              | Finał |
|  |                    |                    |                  |                   |   |                    |                    |       |
|  |                    |                    |                  |                   |   |                    |                    |       |
|  | Jastrzębski Węgiel | Jastrzębski Węgiel | 3                |                   |   |                    |                    |       |
|  | Jastrzębski Węgiel | Jastrzębski Węgiel | 3                |                   |   |                    |                    |       |
|  | SESI São Paulo     | SESI São Paulo     | 2                |                   |   |                    |                    |       |
|  | SESI São Paulo     | SESI São Paulo     | 2                |                   |   | Jastrzębski Węgiel | Jastrzębski Węgiel | 1     |
|  |                    |                    |                  |                   |   | Jastrzębski Węgiel | Jastrzębski Węgiel | 1     |
|  |                    |                    | Trentino BetClic | Trentino BetClic  | 3 |                    |                    |       |
|  | Trentino BetClic   | Trentino BetClic   | Trentino BetClic | Trentino BetClic  | 3 | 3                  |                    |       |
|  | Trentino BetClic   | Trentino BetClic   |                  |                   |   |                    |                    |       |
|  | Zenit Kazań        | Zenit Kazań        | 1                |                   |   |                    |                    |       |
|  | Zenit Kazań        | Zenit Kazań        | 1                | Mecz o 3. miejsce |   |                    |                    |       |
|  |                    |                    |                  |                   |   |                    |                    |       |
|  |                    |                    |                  |                   |   |                    |                    |       |
|  |                    |                    |                  |                   |   |                    |                    |       |
|  | SESI São Paulo     | SESI São Paulo     | 1                |                   |   |                    |                    |       |
|  | SESI São Paulo     | SESI São Paulo     | 1                |                   |   |                    |                    |       |
|  | Zenit Kazań        | Zenit Kazań        | 3                |                   |   |                    |                    |       |
|  | Zenit Kazań        | Zenit Kazań        | 3                |                   |   |                    |                    |       |

### Półfinały
| Data  | Godz. | Drużyna 1          | Wynik | Drużyna 2      | 1     | 2     | 3     | 4     | 5     | Widzów | *  |
| ----- | ----- | ------------------ | ----- | -------------- | ----- | ----- | ----- | ----- | ----- | ------ | -- |
| 13.10 | 15:00 | Jastrzębski Węgiel | 3:2   | SESI São Paulo | 25:23 | 18:25 | 19:25 | 25:13 | 15:13 |        | P2 |
| 13.10 | 19:00 | Trentino BetClic   | 3:1   | Zenit Kazań    | 25:22 | 25:21 | 19:25 | 25:14 |       |        | P2 |

### Mecz o 3. miejsce
| Data  | Godz. | Drużyna 1      | Wynik | Drużyna 2   | 1     | 2     | 3     | 4     | 5 | Widzów | * |
| ----- | ----- | -------------- | ----- | ----------- | ----- | ----- | ----- | ----- | - | ------ | - |
| 14.10 | 15:00 | SESI São Paulo | 1:3   | Zenit Kazań | 25:19 | 20:25 | 23:25 | 23:25 |   |        |   |

### Finał
| Data  | Godz. | Drużyna 1          | Wynik | Drużyna 2        | 1     | 2     | 3     | 4     | 5 | Widzów | * |
| ----- | ----- | ------------------ | ----- | ---------------- | ----- | ----- | ----- | ----- | - | ------ | - |
| 14.10 | 19:00 | Jastrzębski Węgiel | 1:3   | Trentino BetClic | 31:29 | 16:25 | 11:25 | 16:25 |   |        |   |

## Klasyfikacja końcowa
| Miejsce | Drużyna                  |
| ------- | ------------------------ |
| złoto   | Trentino BetClic         |
| srebro  | Jastrzębski Węgiel       |
| brąz    | Zenit Kazań              |
| 4.      | SESI São Paulo           |
| 5.      | Al-Arabi Ad-Dauha        |
| 5.      | Al-Ahly Kair             |
| 5.      | Pajkan Teheran           |
| 5.      | Trinity Western Spartans |

## Nagrody indywidualne
| Najlepszy zawodnik (MVP)             | Najlepiej punktujący           | Najlepiej atakujący                  | Najlepiej blokujący                 | Najlepiej serwujący               | Najlepszy libero        | Najlepiej rozgrywający     | Najlepiej przyjmujący   |
| ------------------------------------ | ------------------------------ | ------------------------------------ | ----------------------------------- | --------------------------------- | ----------------------- | -------------------------- | ----------------------- |
| Osmany Juantorena (Trentino BetClic) | Maksim Michajłow (Zenit Kazań) | Osmany Juantorena (Trentino BetClic) | Russell Holmes (Jastrzębski Węgiel) | Matej Kazijski (Trentino BetClic) | Sérgio (SESI São Paulo) | Raphael (Trentino BetClic) | Sérgio (SESI São Paulo) |